# تل جان بیگی
تل جان بیگی مربوط به سده‌های اولیه دوران‌های تاریخی پس از اسلام است و در شهرستان مرودشت، بخش مرکزی، دهستان نقش رستم، روستای حاجی‌آباد، بین شهر استخر و خندق آن تا رودخانه پلوار و کارخانه رب گوجه فرنگی واقع شده و این اثر در تاریخ ۳۰ بهمن ۱۳۸۶ با شمارهٔ ثبت ۲۰۸۹۴ به‌عنوان یکی از آثار ملی ایران به ثبت رسیده است.